# نيكو ويليامس
نيكو شاي ويليامس (بالإنجليزية: Neco Williams)‏ (مواليد 13 أبريل 2001 في ريكسهام، ويلز) هو لاعب كرة قدم ويلزي يلعب ك‍ظهير أيمن مع نادي نوتينغهام فورست الإنجليزي.

## روابط خارجية
- نيكو ويليامس على موقع الاتحاد الدولي (مؤرشف)  (الإنجليزية)
- نيكو ويليامس على موقع الاتحاد الأوربي (الإنجليزية)
- نيكو ويليامس على موقع قاعدة بيانات كرة القدم.إي يو (الإنجليزية)
- نيكو ويليامس على موقع ليكيب (الفرنسية)
- نيكو ويليامس على موقع ناشيونال فوتبول تيمز (الإنجليزية)
- نيكو ويليامس على موقع Soccerbase.com (لاعب) (الإنجليزية)
- نيكو ويليامس على موقع Soccerway.com (الإنجليزية)
- نيكو ويليامس على موقع عالم كرة القدم.نت (الإنجليزية)